# Paulskirche
La Paulskirche es una antigua iglesia de Alemania hoy desacralizada localizada en Fráncfort del Meno que tiene un importante simbolismo político en el país. Fue inaugurada como una iglesia protestante en 1789, y en los años de 1848 y 1849 se convirtió en la sede del Parlamento de Fráncfort, el primer parlamento en Alemania que fue elegido públicamente.

## Historia

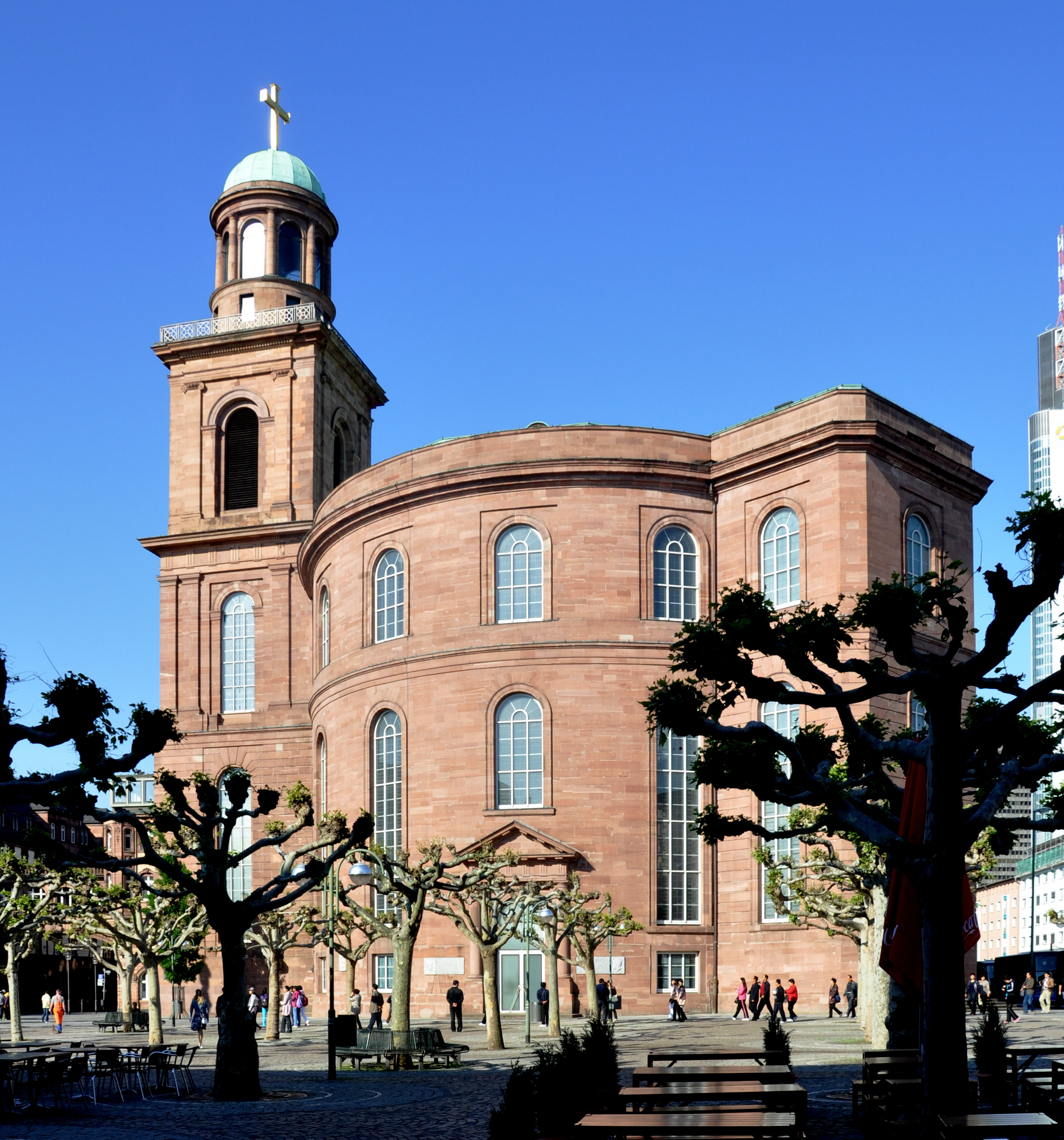
Paulskirche (Iglesia de San Pablo).

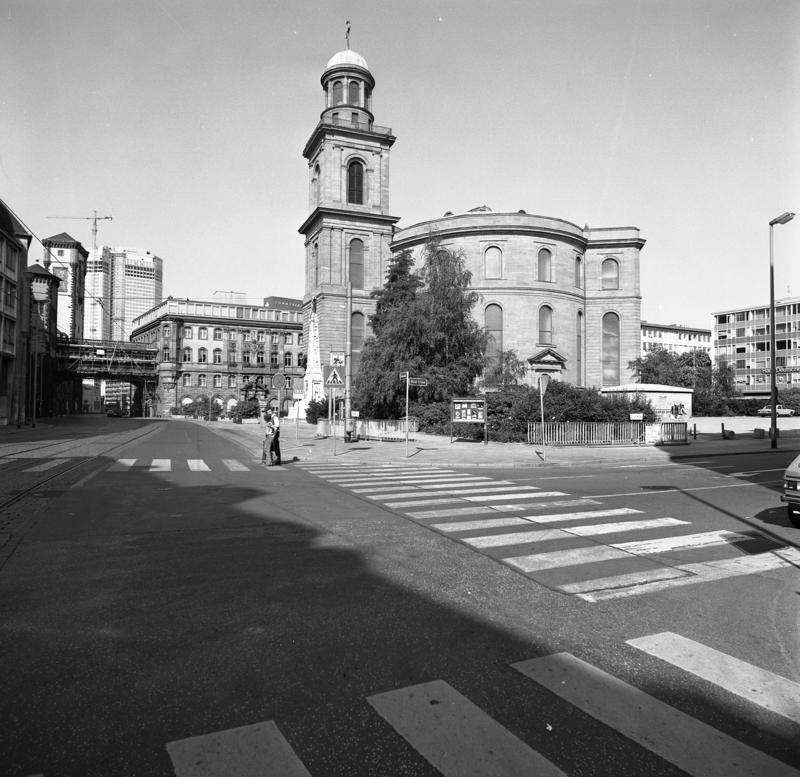
Paulsplatz (Plaza de San Pablo).

Esta iglesia protestante se construyó con forma oval en 1789 y se terminó en 1833.
Por su forma centralizada y de cúpula, se propuso como el lugar de encuentros del Parlamento de Fráncfort durante la Revolución de 1848 en Alemania.
Del 31 de marzo al 3 de abril de 1848, fue el lugar de reunión del Vorparlament (parlamento previo), que preparó la elección de la Asamblea Nacional. El 18 de mayo de ese año, la Asamblea Nacional se constituyó por primera vez en la iglesia y fue llamada Paulskirchenparlament. Hasta 1849, la Asamblea Nacional celebró sus sesiones en la iglesia para redactar una constitución para una Alemania unida. La resistencia de Prusia y Austria y de ciertos pequeños Estados alemanes hicieron que declinara esta propuesta. En mayo de 1849 hubo levantamientos que forzaban la implementación de la constitución, pero dichos levantamientos fueron sometidos por Prusia. El 30 de mayo de 1849, se disolvió el Parlamento en la Paulskirche y después de 1852, siguió siendo usada como iglesia.
En la Segunda Guerra Mundial, la iglesia fue destruida casi en su totalidad junto con muchos edificios del distrito de Innenstadt. Como un tributo a su simbolismo como el comienzo de la libertad en Alemania, fue el primer edificio de Fráncfort del Meno en ser reconstruido después de la guerra y reinaugurado en el centenario del Parlamento de Fráncfort, en 1948. Debido a las restricciones con los costos, el interior fue alterado de forma drástica.
Después de la guerra, no siguió usándose más como una iglesia, sino que sirvió como un centro para exposiciones y eventos. El acontecimiento más conocido que tiene lugar en este edificio es el Premio de la Paz del Comercio Librero Alemán durante la Feria del Libro de Fráncfort.

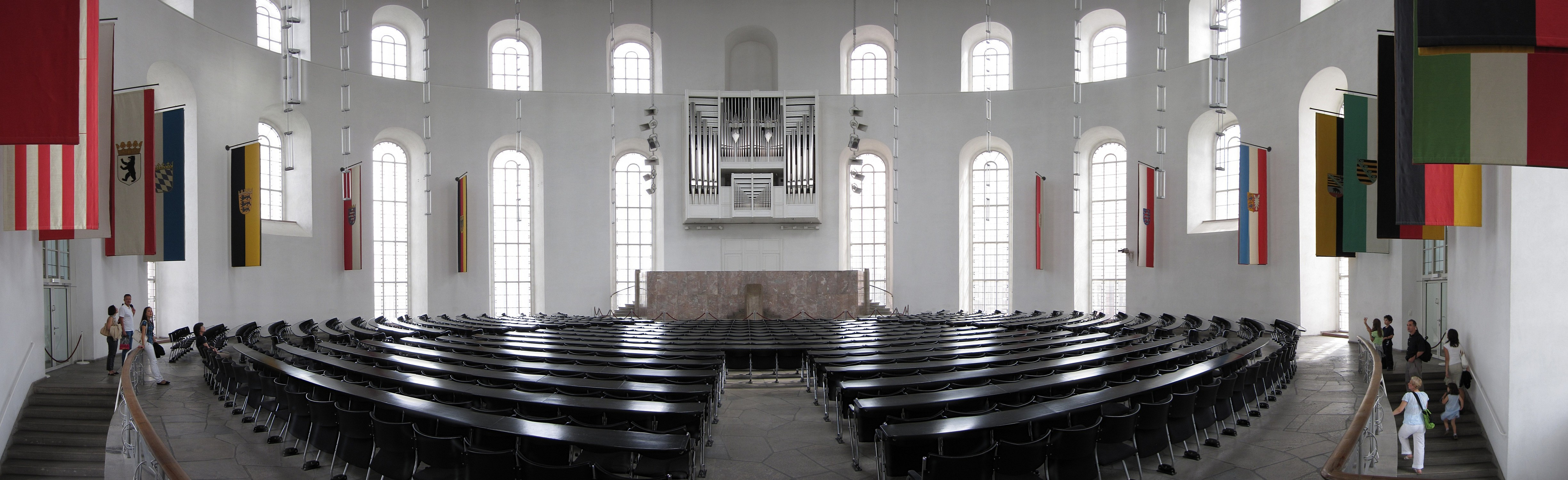
Vista panorámica del interior

- Datos: Q198106
- Multimedia: Paulskirche (Frankfurt) / Q198106